# Piwigo
Piwigo jest fotogalerią sieciową na licencji GPL. Oprogramowanie zostało stworzone w PHP i wymaga bazy danych MySQL.
Piwigo było wcześniej znane jako PhpWebGallery. Twórca programu – Pierrick Le Gall ogłosił zmianę nazwy na swoim blogu w dniu 24 września 2008 r.

## Główne cechy
Dodawanie zdjęćPrzy pomocy formularza internetowego, klienta FTP, przez digiKam, Shotwell, Lightroom lub dedykowane oprogramowanie. np. pLoader lub Jiwigo, aplikacje mobilne dla IPhone'a/IPada i Androida.
AlbumyKażdy obraz jest związany z jednym lub większą liczbą albumów. Albumy są hierarchiczne, nie ma żadnych ograniczeń co do głębokości.
TagiAdministrator opisuje zdjęcia przy pomocy tagów, a następnie użytkownicy mogą przeglądać zdjęcia według tagów lub ich złączeń, np. "noc + Lublin + Rysiek".
KalendarzKorzystając z metadanych EXIF, Piwigo zna dzień wykonania każdego zdjęcia, więc jest w stanie wyświetlać zdjęcia z danego dnia, miesiąca czy roku.
TematyWygląd galerii zdjęć określony jest przez tematy. Istnieje masa różnyorodnych tematów tworzonych przez społeczność projektu.
PluginyPluginy rozszerzają możliwości Piwigo. Przykładowe wtyczki: YouTube, Vimeo, Dailymotion, Google Maps czy wyświetlanie zdjęć w Lightbox.
Kontrola dostępuKontrola dostępu jest realizowana przez menedżera użytkowników umożliwiającego ograniczanie i przyznawanie różnych poziomów dostępu do zdjęć i albumów.
System powiadamianiaUżytkownicy mogą być powiadamiani o zmianach i aktualizacjach poprzez kanały RSS i E-mail.
Inne funkcje są opisane na stronie funkcji na stronie Piwigo.

## Instalacja
Piwigo mogą być instalowane na różne sposoby wykorzystując usługę hostingu. Użytkownicy mają możliwość pobrania aktualnej wersji Piwigo z Piwigo.org. Mogą pobrać pełne archiwum i przesłać kod źródłowy do serwera dostawcy hostingu lub pobrać NetInstall (w jednym pliku PHP), wysłać go na serwer gdzie pełna wersja archiwum zostanie pobrana już automatycznie.
Piwigo może być również instalowany na dystrybucjach Linux, takich jak np. Ubuntu przez APT packages system, gdzie Piwigo jest dostępne.
Wiele usług hostingowych oferuje także automatyczną instalację Piwigo poprzez panel sterowania: Piwigo jest dostępny w SimpleScripts i Softaculous.
Usługi hostingowe, takie jak Piwigo.com oferują użytkownikom możliwość łatwego uruchomienia galerii Piwigo on-line, bez konieczności instalowania Piwigo na własnym serwerze WWW.

## Historia
Piwigo zostało stworzone przez Pierricka Le Gall'a jesienią 2001 roku, pierwotnie jako projekt prywatny. Zainspirowany opensourcowym forum internetowym phpBB, które zainstalował na stronie internetowej swojej uczelni, wybiera licencję GPL do dystrybucji Piwigo i rozkręca społeczność wokół projektu. Wiosną 2002 roku, została wydana pierwsza wersja Piwigo
W 2002 roku Piwigo stało się wielojęzyczne. W 2004 r. w celu pracy w zespole zainstalowano Bugtracker. W 2005 Manager Rozszerzeń umożliwił łatwiejsze udostępnianie modyfikacji programu. W roku 2006 umożliwiono modyfikowanie motywów. W 2007 roku w celu rozszerzenia funkcji Piwigo wprowadzone wtyczki. W roku 2009 PhpWebGallery zmieniło nazwę na Piwigo, pLoader (Piwigo Uploader) ułatwia wysyłanie zdjęć w systemach Windows, Mac i Linux. W 2010 r. digiKam, Shotwell i Lightroom są w stanie przesyłać zdjęcia do dowolnego galerii Piwigo, unowocześniony uploader zostaje udostępniony w Piwigo 2.1 oraz zostaje stworzony [http:// piwigo.com Piwigo.com] – usługa hostingowa przeznaczona dla Piwigo.
W roku 2011 w skład Piwigo wchodzi zespół liczący 20 członków, 40 tłumaczy, strona internetowa dostępna w 10 językach i rozwijająca się wokół projektu społeczności.